# Noumeaella
Noumeaella Risbec, 1937 è un genere di molluschi nudibranchi della famiglia Facelinidae.

## Tassonomia
Il genere comprende le seguenti specie:
- Noumeaella africana Edmunds, 1970
- Noumeaella curiosa Risbec, 1937
- Noumeaella isa Ev. Marcus & Er. Marcus, 1970
- Noumeaella kristenseni (Ev. Marcus & Er. Marcus, 1963)
- Noumeaella rehderi Er.Marcus, 1965
- Noumeaella rubrofasciata Gosliner, 1991